# Stabco Stadion
Het Stabco Stadion is een stadion in de Belgische stad Turnhout.
Het stadion heeft een capaciteit van 3.000 toeschouwers. Er zijn 700 zitplaatsen (waarvan 160 business seats). Op de overdekte staantribune is plaats voor 1.500 supporters.
Het stadion is multifunctioneel en biedt ook onderdak aan de atletiekclub en de korfbalclub Technico. Daarnaast wordt het ook gebruikt door verenigingen en scholen.

## Geschiedenis
Het Stabco Stadion is sinds 2005 de thuishaven van het eerste elftal van voetbalclub KFC Turnhout. Van augustus 2004 tot februari 2005 werd het nieuwe complex gebouwd.
Sinds juni 2020 is KFC Turnhout eigenaar van het stadion.
Op 17 augustus 2021 veranderde de club de naam van het stadion naar Stabco Stadion, vernoemd naar het Turnhoutse aannemersbedrijf Stabco, gespecialiseerd in funderingstechnieken.